# انخفاض قيمة الأصول
انخفاض قيمة الأصول هو عدم القدرة على استرداد القيمة الدفترية للأصل الثابت خلال العمر الإنتاجي المتوقع؛ مما يتطلب تخفيض القيمة المُعترف فيها في الدفاتر من خلال الاعتراف بخسارة تدني الأصول والتي تَظهر كمصروف في قائمة الدخل. تلعب عوامل السوق والتطورات التقنية دوراً في تَغيُّر قيمة الأصول، فظهور معدات حديثة ذات مزايا عالية في السوق يؤدي إلى انخفاض القيمة السوقية للمَعدات القديمة.
وانخفاض الأصول مُصطلح  مُحاسَبي يقوم على مبدأ عدم تسجيل أصول بقيمة تزيد عن القيمة العادلة أو السوقية. ظهر للتوفيق بين مُلاءمة البيانات المُحاسبية للقيمة السوقية واستمرار اعتماد التَّكلفة التاريخية لإعداد القوائم المالية.
انخفاض قيمة الأصول هي الأصول التي تقل قيمتها السوقية عن القيمة المدرجة في الميزانية العمومية لمالكها.
وفقًا لقواعد المحاسبة الأمريكية (المعروفة باسم مبادئ المحاسبة المقبولة عموماً في الولايات المتحدة)، تنخفض قيمة الأصل عندما يكون مجموع التدفقات النقدية المستقبلية المقدرة من ذلك الأصل أقل من قيمته الدفترية. في هذه المرحلة، يجب الاعتراف بخسارة انخفاض القيمة، ويتم ذلك بأخذ الفرق بين القيمة السوقية السائدة (FMV) والقيمة الدفترية وتسجيل هذا المبلغ كخسارة. يسجل هذا الأصل بشكل أساسي كما لو تم الحصول عليه جديدًا في FMV، مسجلاً ذلك كقيمة دفترية جديدة. هذا حدث شائع للشهرة حيث ستقوم الشركة بشراء شركة مستهدفة بأكثر من قيمة صافي أصولها. بموجب مبادئ المحاسبة المقبولة عموماً في الولايات المتحدة، يتم اختبار الشهرة سنوياً لتحديد الانخفاض في قيمتها.

## أثر انخفاض قيمة الأصول
إن الانخفاض المادي في قيمة الأصل مقارنة بالتكلفة المُسجَّلة في الدفاتر يؤدي إلى بيانات مُحاسبية غير مُلائِمة للواقع المالي مما يقلل من فائدة البيانات المُحاسبية لمُتخذي القرارات، وذلك لأن البيانات المالية تظهر حسب التكلفة التاريخية. تعد التكلفة التاريخية مبدأً هامًا في تقييم موجودات المنشأة لغايات إعداد القوائم المالية. وتتضمن التكلفة جميع النفقات والمصروفات التي تحملتها المُنشأة للحصول على الأصل وتجهيزه للاستخدام في المكان المُخصَّص له داخل المنشأة و للغرض الذي تم امتلاكه من أجله. تتميز التكلفة التاريخية بسهولة التحقق من صحتها وموضوعيتها. وذلك لأن الأسعار مُحددة ومعروفة بالكامل عند حدوث الصفقة أو المُعاملة التجارية، وهي غير قابلة للجدل أو التغيير. كما أنها واقعية لتوافر المُستندات والوثائق المؤيدة لها، ومن هنا تكون البيانات المالية المُعدة بموجب التكلفة التاريخية دقيقة ولها أساس حقيقي وموضوعي قابل للصحة والتحقق وغير خاضعة للحُكم الشَّخصي.
وبالرغم من كل ذلك، فإن تطبيق أساس التكلفة التاريخية يواجه عدة انتقادات وبخاصة في حالة التضخم، حيث أن القيم التاريخية تصبح غير واقعية لأنها لا تمثل القيم الاقتصادية للأصول وبالتالي فإن القوائم المالية لا تعكس المركز المالي الحقيقي للمُنشآت الاقتصادية.

## مصطلحات متعلقة بانخفاض قيمة الأصول
- الأصول الثابتة: هي المعدات والمصانع والممتلكات الملموسة المُحتفظ بها لأكثر من فترة مالية لاستخدامها في عمليات المُنشأة الصناعية والتجارية مثل: تصنيع البضاعة، أو لأسباب إدارية مثل: مكاتب الموظفين. يتم الاعتراف بالأصول الثابتة في قائمة المركز المالي بصافي القيمة الدفترية أو القيمة المُرَحّلة للأصل.[5]
- القيمة الدفترية: المبلغ الذي يُسجل به الأصل في الدفاتر المحاسبية ويمثل تكلفته التاريخية مطروحاً منه مُجمَّع الإهلاك للأصل.[5]
- القيمة العادلة: هي القيمة السوقية للأصل والتي تمثل السعر الذي يمكن أن يباع به بين أطراف متعاملين في سوق منتظم.[2]

## انخفاض الأصول في ضوء المعايير المحاسبية

### معايير المحاسبة المقبولة عموماً

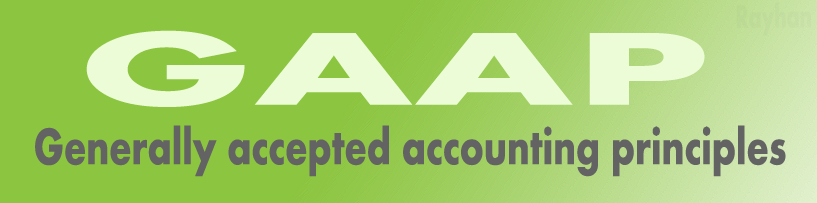
معايير المحاسبة المقبولة عموماً

أقرّ مجلس معايير المحاسبة المالية في معيار الأصول الثابتة البحث عن الأسباب التي تجعل الأصول غير قابلة للاسترداد في نهاية كل فترة مالية، ويتم الاعتراف بخسارة تدني الأصول بمقارنة القيمة الدفترية للأصل بمجموع التدفقات النقدية غير المخصومة للأصل.
وذكر معيار المحاسبة الأمريكي رقم 121 الصادر في عام 1995 مُؤشرات انخفاض قيمة الأصل وهي:
1. الانخفاض الجوهري في القيمة السوقية للأصل.
2. نقص العائد المتوقع من الأصل نتيجة اختلاف الظروف المحيطة.
3. زيادة تكاليف تشغيل الأصل عن الإيرادات المتحققة من تشغيله.
4. تغيير مادي في طريقة استخدام المعدات أو الأصول.
5. عوامل قانونية، وجود شروط قانونية جديدة تتعلق باستخدام الأصل.

### معايير المحاسبة والإبلاغ المالي الدولية
نصّ المعيار المحاسبي الدولي رقم 36 على أن تُقَيِّم الشركات في نهاية كل فترة مالية إذا كان هناك أي مؤشرات لانخفاض قيمة الأصل، وإذا وجد أي من هذه المؤشرات، فعلى المؤسسة أن تجري اختبار تدني قيمة الأصل وتُقَدّر القيمة القابلة للاسترداد.
وقد اقترح معيار المحاسبة الدولي مُؤشرات تدل على وجود تدني في قيمة الأصل، تنقسم إلى مُؤشرات داخلية ومُؤشرات خارجية:
- مُؤشرات داخلية: وهي المؤشرات ذات العلاقة بطبيعة الأصل وخصوصية المنشأة، ومنها:

1. عدم القدرة على استخدام الأصل بسبب التلف.
2. تغيير العمر الإنتاجي للأصل من غير محدد إلى محدد.
3. انخفاض التدفقات النقدية المتوقعة من الأصل.

- مُؤشرات خارجية: وهي عوامل تتعلق بالبيئة الاقتصادية أو النقدية أو القانونية التي تعمل بها المُنشأة، ومنها:

1. انخفاض جوهري ومادي في قيمة الأصل السوقية.
2. حدوث تغييرات هامة في البيئة الاقتصادية التي تعمل بها المنشأة.
3. ارتفاع أسعار الفائدة في السوق.

وعرّف المعيار القيمة القابلة للاسترداد بأنها القيمة العادلة للأصل مطروحاً منها تكاليف البيع أو القيمة قيد الاستعمال أيهما أعلى.
وأن القيمة الاستعمالية للأصل هي التدفقات النقدية المُستقبلية للأصل المَخصومة إلى القيمة الحالية.
حيث يتم تسجيل خسارة تدني الأصول عند زيادة القيمة الدفترية للأصل عن القيمة القابلة للاسترداد.
أجاز معيار المحاسبة الدولي رقم 36 امكانية عكس خسارة تدني الأصل في الفترات اللاحقة في حال تغير الظروف الاقتصادية لتُظهر حقيقة الوضع المالي للمُنشأة. فعند وجود مُؤشرات على ارتفاع قيمة الأصل السوقية أو انخفاض سعر الفائدة في السوق يتم عكس خسارة انخفاض قيمة الأصل المُعترف بها سابقاً.

## روابط خارجية
- معيار المحاسبة المالي رقم 121 (بالإنجليزية)